# Dame Kobold
Dame Kobold (spanisch La Dama duende) ist eine Mantel- und Degen-Komödie des spanischen Dramatikers Pedro Calderón de la Barca. Calderón gestaltete darin einen Stoff aus einem gleichnamigen Stück von Tirso de Molina, das heute verloren ist. Das Drama wurde 1629 in Madrid uraufgeführt und 1636 erstmals im Druck veröffentlicht. Es wurde mehrfach ins Deutsche übersetzt, auch mehrmals vertont sowie verfilmt und gehört zu den meistgespielten Stücken Caldérons im deutschen Sprachraum.

## Rollen
- Don Juan
- Don Luis, dessen Bruder
- Doña Angela, deren Schwester
- Doña Beatriz
- Don Manuel, Freund des Don Juan
- Isabel, Zofe der Doña Angela
- Clara, Zofe der Doña Beatriz
- Rodrigo, Diener des Don Luis
- Cosme, Diener des Don Manuel (eine Gracioso-Rolle)
- Dienerinnen der Doña Angela
- Bediente

## Handlung
Die junge Witwe Doña Angela wird von ihren Brüdern Don Luis und Don Juan vor der Welt versteckt. Nur stark verhüllt gelingt es ihr manchmal, mit ihrer Zofe Isabel das Haus zu verlassen. Bei einer dieser Gelegenheiten wird sie – unerkannt – vom eigenen Bruder Luis auf der Straße belästigt. Der zufällig anwesende Don Manuel eilt ihr zur Hilfe.
Don Manuel stellt sich als Freund von Don Juan heraus und wird eingeladen, im Haus der Familie zu wohnen. Er erhält ein Zimmer, das durch eine Geheimtür in einem Schrank mit dem Zimmer Angelas verbunden ist. Angela und die Zofe Isabel spielen ihm nun nächtliche Streiche und lassen ihn und seinen Diener Cosme glauben, ein Kobold spuke im Haus. Nach zahlreichen Verwicklungen fordert Don Luis Don Manuel zum Duell, da er die Ehre seiner Schwester beschmutzt sieht. Alles entwirrt sich aber am Ende, und Doña Angela und Don Manuel werden ein Paar.

## Übersetzungen und Bearbeitungen
Deutsche Übersetzungen
1817 erschien die erste deutsche Übersetzung von Johann Diederich Gries, 1829 eine weitere von Ferdinand von Biedenfeld (unter Benutzung der vorigen), 1869 eine weitere von Reinhold Baumstark. Die 1883 erschienene Übersetzung und Bearbeitung von Adolf Wilbrandt war auf deutschen Bühnen sehr erfolgreich.
Eine freie Bearbeitung von Hugo von Hofmannsthal entstand 1918 und wurde am 3. April 1920 unter der Regie von Max Reinhardt im Deutschen Theater Berlin uraufgeführt.
Weitere Übersetzungen und Bearbeitungen lieferten Otto Freiherr von Taube (1935), Hans Schlegel (1936/1958), HC Artmann (1969) und Wolfgang Tauberger (1986).
Vertonungen
Eine Ouverture zum Schauspiel komponierte Carl Reinecke (1854–1855, op. 51). Als Oper vertont wurde die Komödie 1869 von Joachim Raff (op. 154). Seine Oper in drei Akten mit einem Libretto von Paul Reber wurde am 9. April 1870 in Weimar uraufgeführt. Die Vertonung Felix von Weingartners nach eigenem Libretto (op. 57) wurde 1916 in Darmstadt uraufgeführt. 1964 wurde Gerhard Wimbergers Oper (Libretto vom Komponisten und von Wolfgang Rinnert nach Hofmannsthals freier Übersetzung) in Frankfurt am Main uraufgeführt.
Verfilmungen
Verfilmt wurde die Komödie u. a. 1945 in Argentinien.